# Mariano Alonso y Castillo
Mariano Alonso y Castillo (Granada, 1795-Huelva, 1859) fue un político español, gobernador civil de Huelva a mediados del siglo XIX. En 1851 recibió la orden de derribo del entonces deteriorado monasterio de La Rábida. Gracias a sus gestiones, no sólo no se derribó sino que en 1856 fue declarado Monumento Nacional, pasando a la historia como la persona que salvó el monasterio.

## Reseña biográfica
Jefe de administración, archivero honorario de la Secretaría de Estado y del despacho de la Real Hacienda, académico de la de Ciencias Naturales de Madrid y perteneciente a varias sociedades económicas y de bellas artes del país.
Por Real decreto de focha 29 de enero de 1851, el Gobierno de S. M. presidido por el ilustre D. Juan Bravo Murillo, tuvo á bien nombrarlo Gobernador civil de la provincia de Huelva.
Ocupó el puesto de gobernador civil de Huelva tan sólo dos años y medio (1851-53) consiguiendo crear una veintena de escuelas de instrucción primaria para niños y niñas en los pueblos onubenses en los que todavía no había colegios de este tipo. Prueba de su apuesta por la educación es también el hecho de que preconizó la construcción de un centro de enseñanza superior, que entonces todavía no existía en Huelva.
Pocos días llevaba ocupando el puesto de confianza con que el Gobierno de S. M. le había honrado, cuando visitó las ruinas del convento de La Rábida, y bajo la impresión triste que aquello le causara pidió antecedentes, hallando que su antecesor, el Sr. D. José María Escudero, en consulta hecha al entonces Ministerio de Comercio, Instrucción y Obras públicas, con fecha 8 de enero de dicho año de 1851, con laudable propósito había manifestado al Gobierno el estado deplorable del histórico convento, proponiendo a la vez la venta de los restos que quedasen en la fábrica, para con su producto poder subvenir a la construcción de un modesto monumento que al levantarse en aquel terreno recordase la memoria del gran marino. La consulta fue precedida de una tasación pericial que valoró la Rábida para la venta en la miserable suma de cuatro mil novecientos cincuenta reales.
El 1 de septiembre de 1851 se digna dirigirse a S.M. la Reina Isabel II, para revelarle un completo y extenso plan de restauración del monasterio y su entorno, con el fin de dignificar el lugar como Cuna del Descubrimiento y al célebre protagonista Cristóbal Colón. Así mismo, el 2 de septiembre de 1851, se dirige al Sr. Ministro de Comercio, Instrucción y Obras Públicas, finalizando su escrito en los siguientes términos,  "porque si en derribar y destruir parte de esos recuerdos fuésemos muy apresurados, la censura pública y la historia misma se apoderaría de nuestros actos, entregándonos a la animadversión de nacionales y extranjeros".
Al importante impulso que el Gobernador Alonso diera, señalando a todos la vergüenza que sería para aquel país mostrar pasividad ante la venta y demolición de las ruinas de la Rábida, cuando comprendió también que su sólo esfuerzo individual sería vencido si no tenía puntos de apoyo que le diesen valioso auxilio en tan patriótica empresa y que pudiese continuarla aunque le faltase el mando, se suma la fundación el 17 de mayo de 1852 de la Real Sociedad Económica de Amigos del País de la provincia de Huelva, donde reunió celosos patricios y literatos.
Mariano Alonso también publicó varios libros, entre ellos el titulado Una voz a los electores para las próximas Cortes (1839).

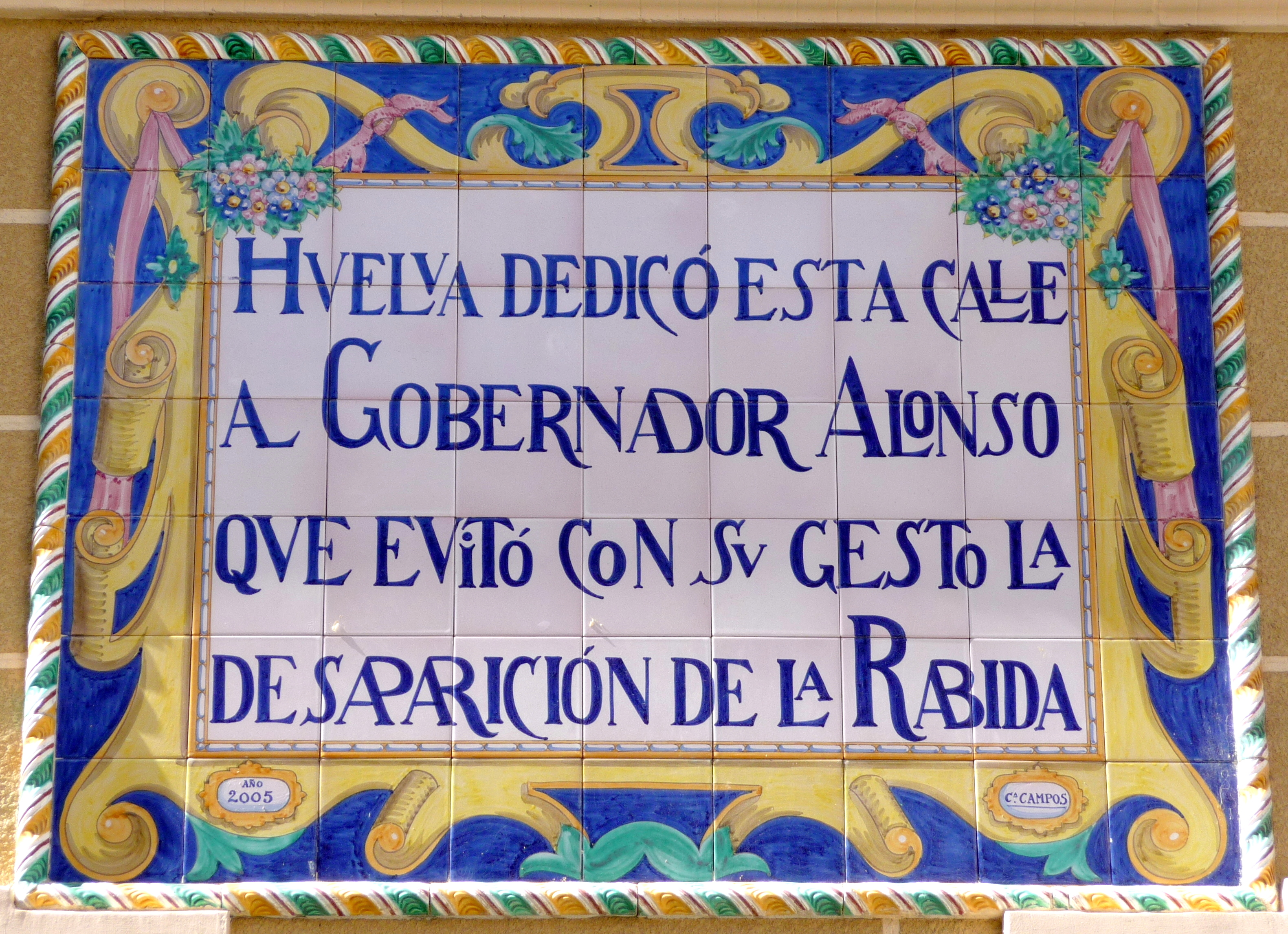
Placa homenaje al gobernador Alonso en la calle de Huelva nombrada en su honor.

En agradecimiento, el 17 de octubre de 1919, el Ayuntamiento de Huelva, a propuesta de su alcalde D. Antonio Morano Montiel, acordó rotular una calle de la ciudad con el nombre de "Gobernador Alonso", prolongación de la calle Hernán Cortés.

## Distinciones
- Hijo adoptivo de la ciudad de Huelva (1919).
- Calle dedicada en el centro de la ciudad de Huelva (1919).